# Большаков Костянтин Аристархович
Костянти́н Ариста́рхович Большако́в (14 (26) травня 1895 або 26 травня 1895 , Москва  — 21 квітня 1938 , Розстрільний полігон «Комунарка» ) — російський поет, прозаїк.
Народився в сім'ї аптекаря. 1913 року закінчив 7-у московську гімназію, але, ще будучи гімназистом, дебютував збіркою віршів і прози «Мозаїка» (1911), ще дуже наслідувальною. Вступив до юридичного факультету Московського університету, тоді ж опублікував літографовану поетичну збірку «Le futur», яку було конфісковано за звинуваченням у аморальності (причиною були не так самі вірші, як художнє оформлення, зроблене Н. Гончаровою та М. Ларіоновим, з якими він, до речі, приятелював і навіть сам займався живописом у їхньому стилі). Ще одна збірка Большакова того ж, 1913 року — «Серце в рукавичці». Вона вийшла у видавництві «Мезонін поезії» і знаменувала вже остаточний перехід автора до поетики футуризму, але своєрідного: не так спрямованого в майбутнє, як зосередженого на естетизації сучасності, в першу чергу — аксесуарів модерного міського побуту; тут позначився вплив уже не Бальмонта (як у першій збірці), а радше Кузміна з його підвищеною увагою до «чарівних дрібниць». Проте в метафорах, рітмиці вірша, неологізмах цей напрямок був цілком футуристичним (аналіз вірша Большакова, зроблений визначним дослідником поетики Михайлом Гаспаровим, довів його близькість до вірша Маяковського; британський дослідник російського футуризму В. Марков назвав цей напрямок «футуристичним дендизмом»).
Большаков послідовно був близьким до кількох футуристичних угруповань: «Мезонін поезії», «Гілея», «Центрифуга».
Восени 1914 року Большаков облишив навчання в університеті та вступив до військового училища. Від 1915 року на фронті. Військовий досвід відобразився у його творах періоду Першої світової війни: «Сонце наприкінці льоту», «Королева Мод» і особливо — в антивоєнній «Поемі подій» (1916; значні цензурні купюри в цьому виданні відновлено автором лише в рукопису; повний текст читацькому загалу невідомий).
Після Лютневої революції працював у часописі «Путь освобождения» (орган Московської ради солдатських депутатів). Від 1918 командир у Червоній армії; воював. Наприкінці Громадянської війни був військовим комендантом Севастополя.
Пізніше виступав переважно як прозаїк. Автор збірки оповідань «Путь прокажённых» (1927), романів «Сго́ночь» (1927), «Бегство пленных, или История страданий и гибели поручика Тенгинского пехотного полка Михаила Лермонтова» (1929), «Маршал сто пятого дня» (1936; вийшла тільки перша книга — «Построение фаланги»).
15 вересня 1937 року Большакова заарештували, а 21 квітня 1938 року розстріляли.
10 листопада 1956 року Військова колегія Верховного суду СРСР реабілітувала Большакова, а 10 грудня того ж року його посмертно відновили в Спілці письменників СРСР[джерело?].